# 나이에역
나이에역(일본어: 奈井江駅 나이에에키[*])은 일본 홋카이도 소라치 군 나이에정에 있는 홋카이도 여객철도 하코다테 본선의 역이다. 역 번호는 A18이며, 2면 3선 구조의 교상역이다.

## 역 주변
- 국도 제12호선
- 호쿠몬 신용금고 나이에 지점
- 신스나가와 농업협동조합 (JA 신스나가와) 나이에 지점
- 나이에 정 문화 홀

## 인접 정차역
| 홋카이도 여객철도 하코다테 본선 | 홋카이도 여객철도 하코다테 본선 | 홋카이도 여객철도 하코다테 본선 |
| ------------------------------- | ------------------------------- | ------------------------------- |
| A17 자시나이 오타루 방면        | 하코다테 본선                   | 도요누마 A19 아사히카와 방면    |